# Paklje
Paklje (em cirílico: Пакље) é uma vila da Sérvia localizada no município de Valjevo, pertencente ao distrito de Kolubara. A sua população era de 112 habitantes segundo o censo de 2011.

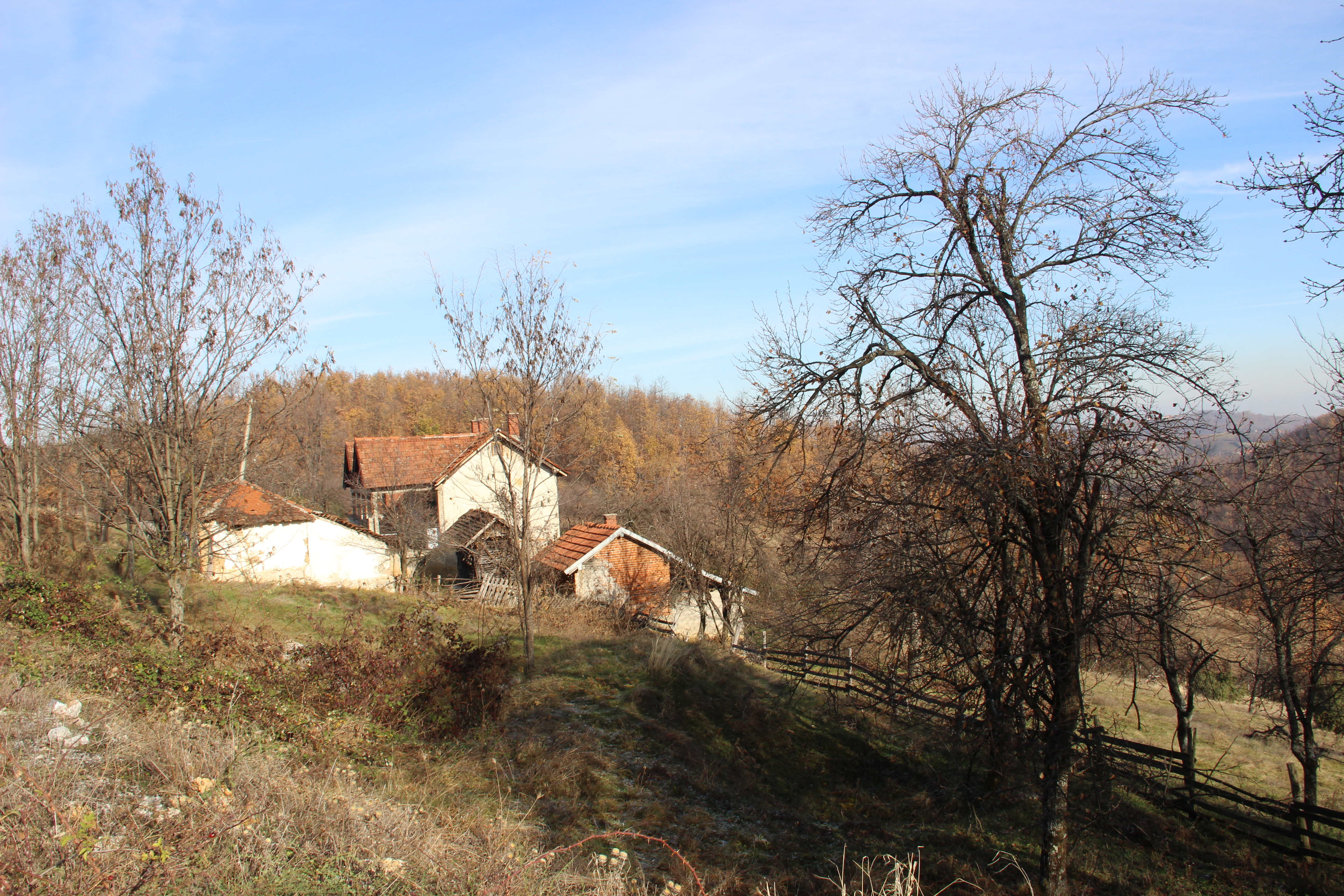
Paklje - panorama
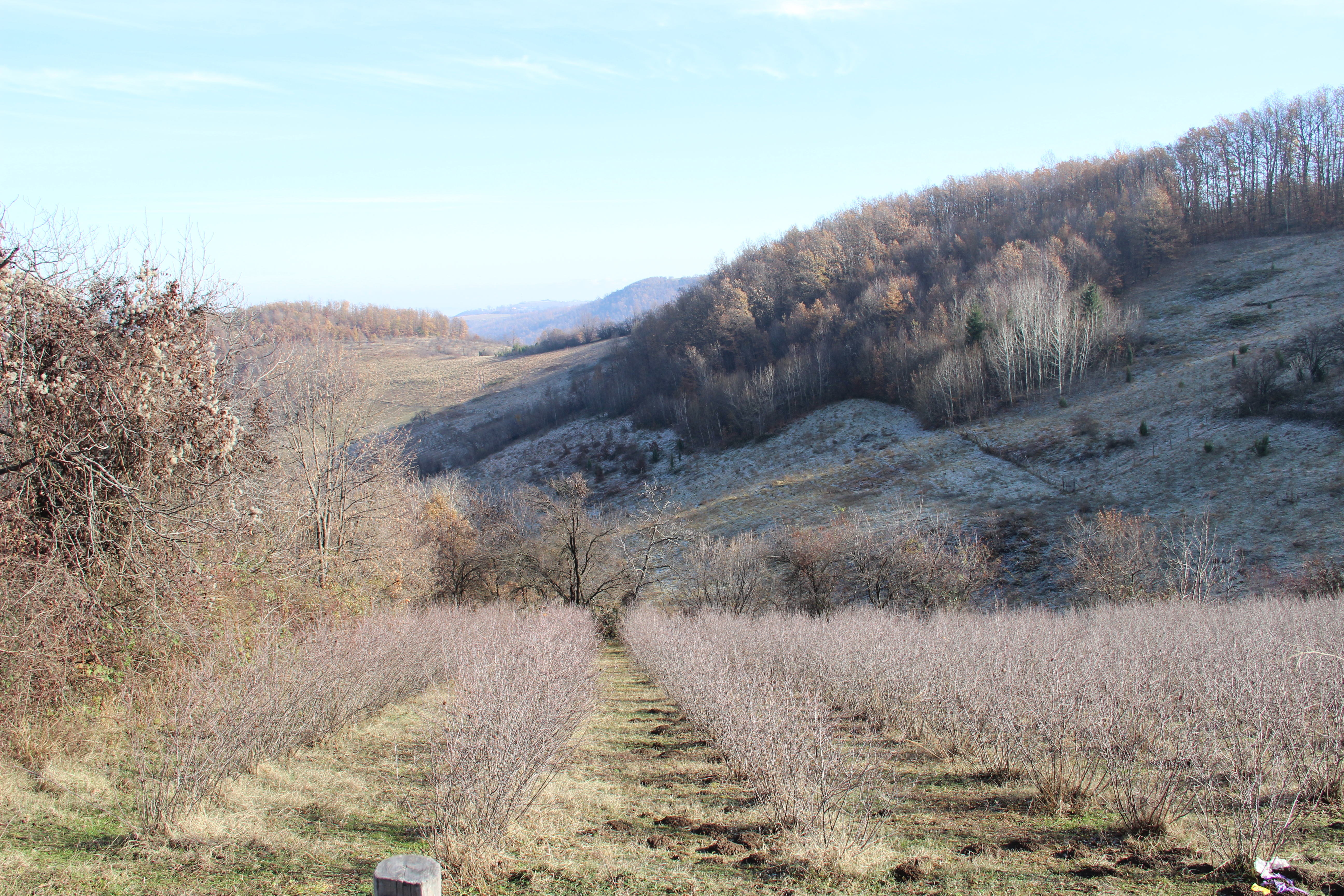
Paklje - panorama
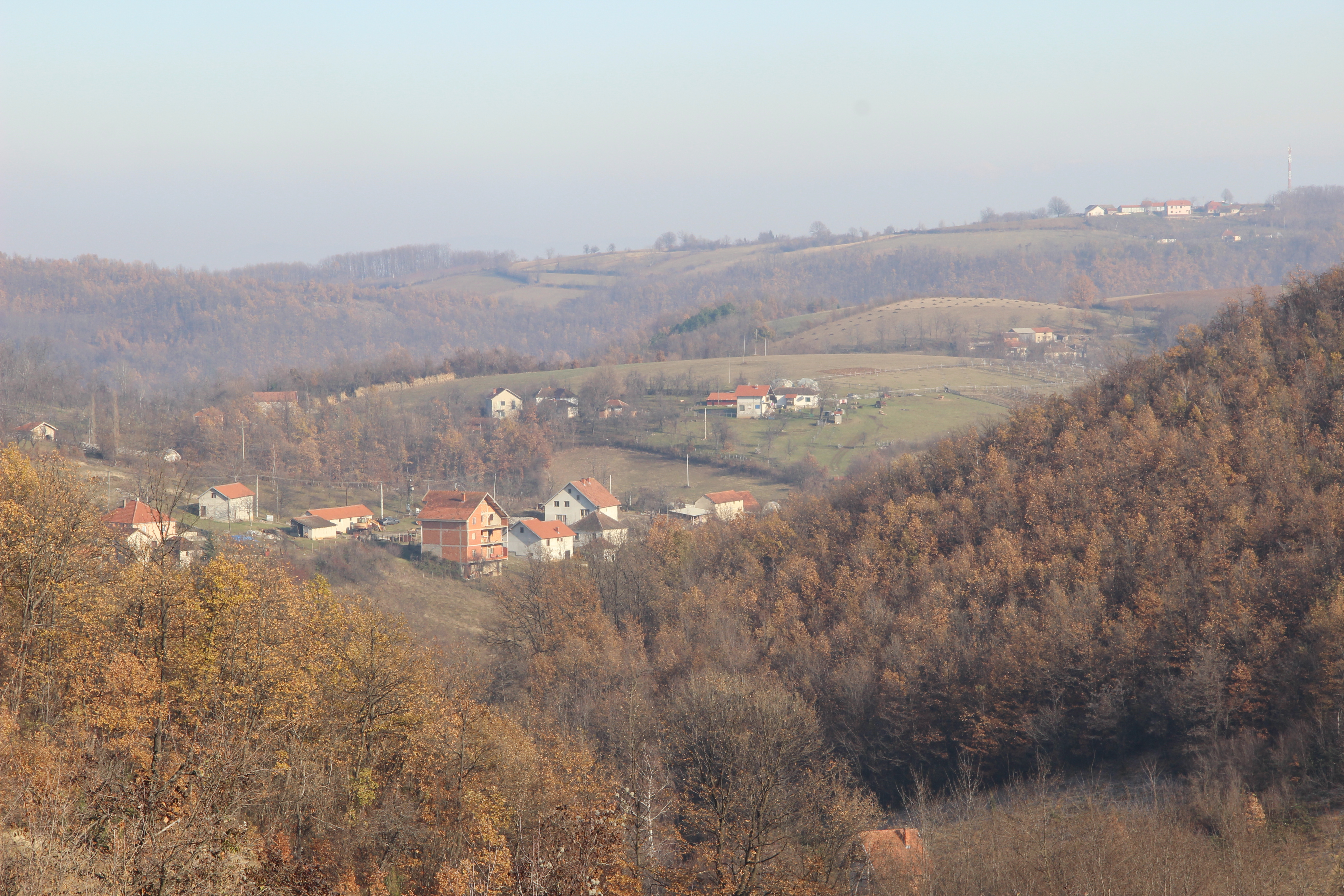
Paklje - panorama
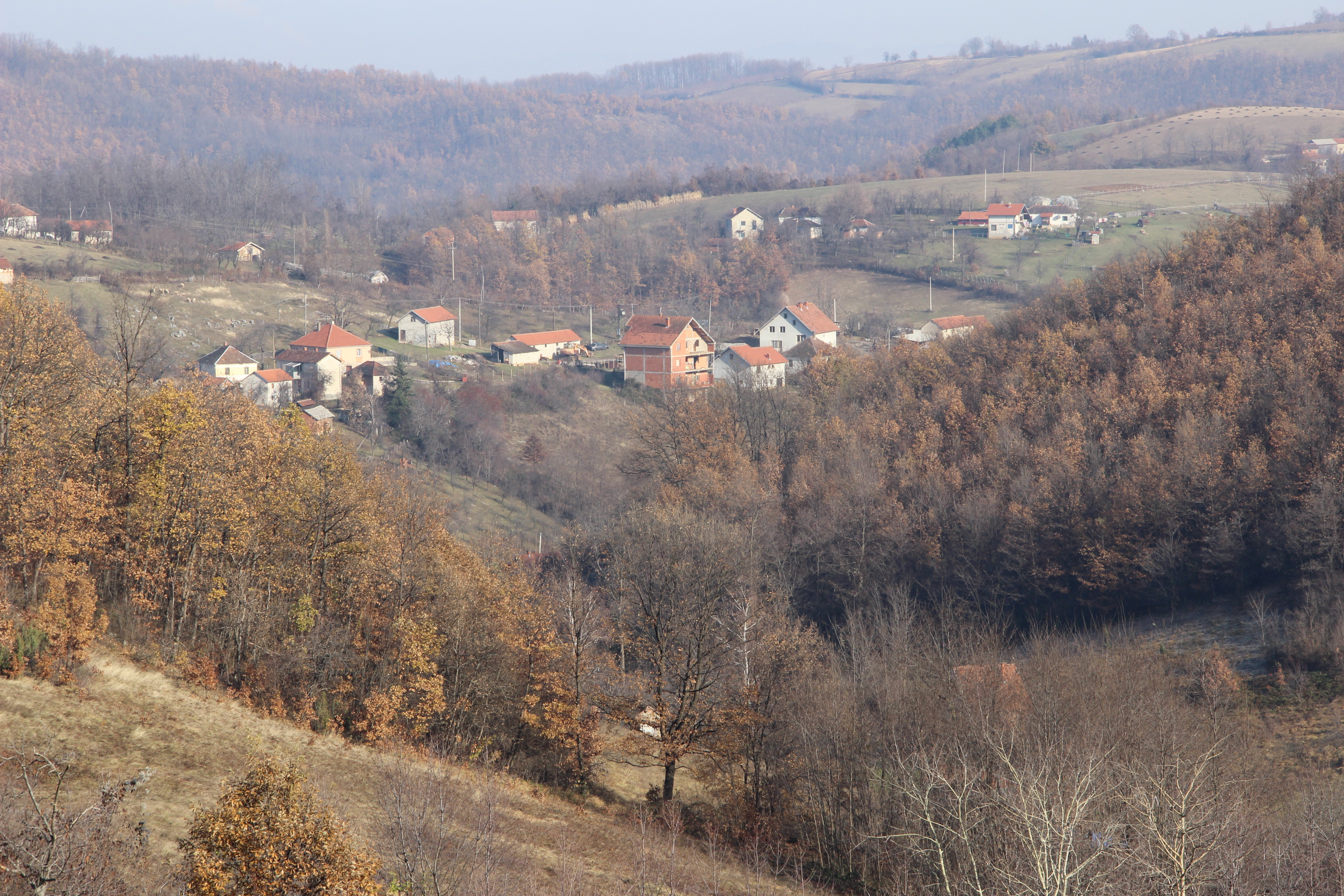
Paklje - panorama
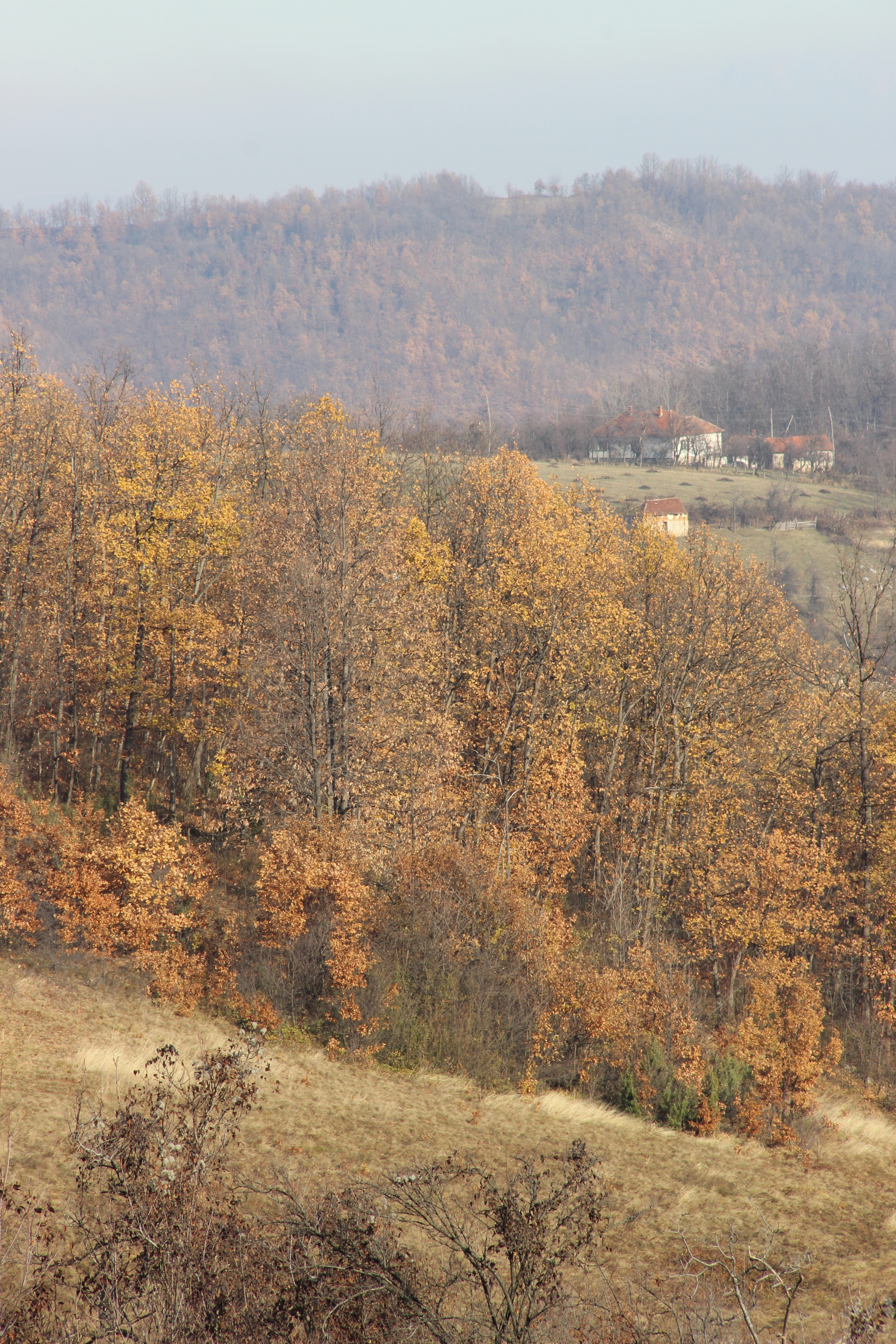
Paklje - panorama
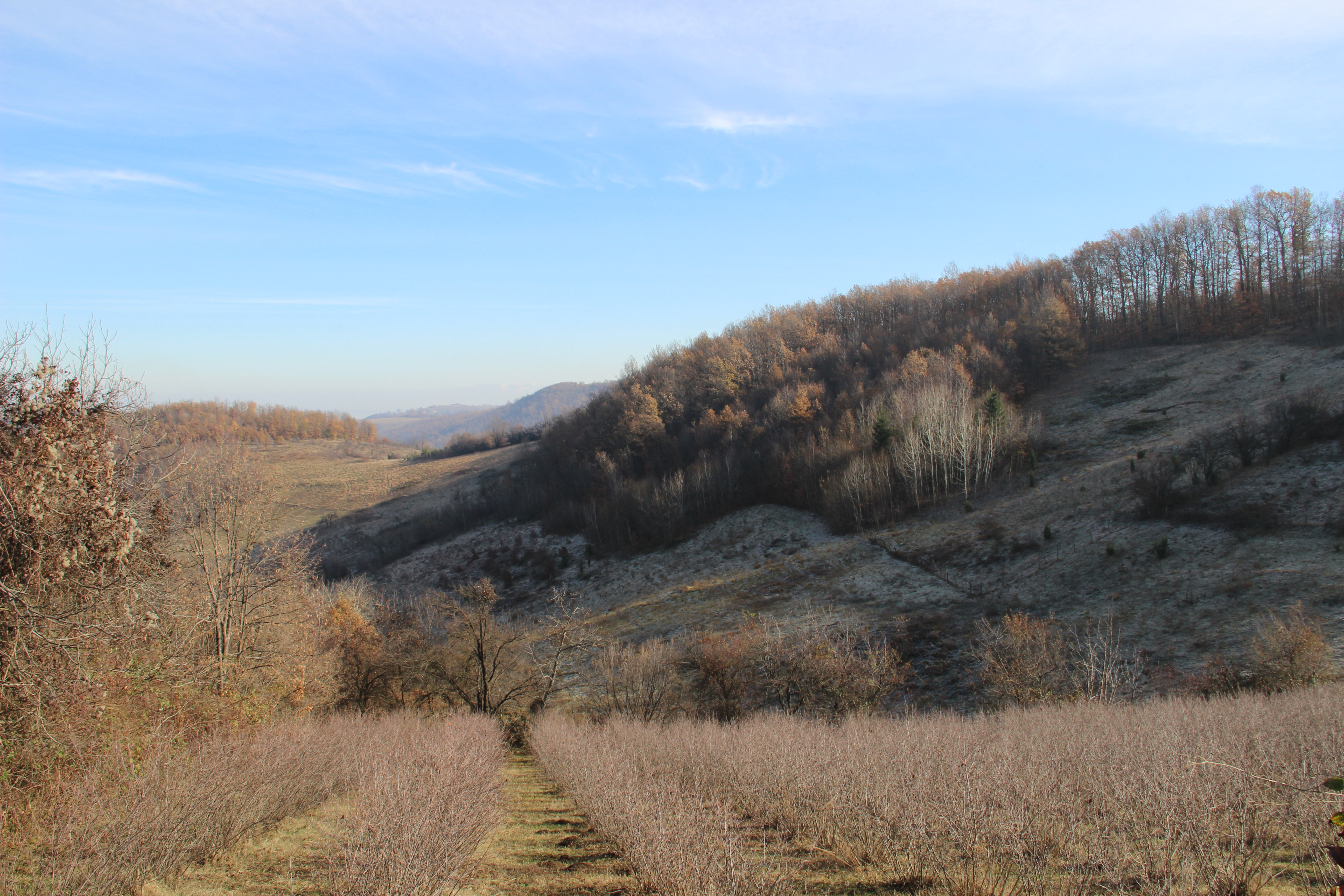
Paklje - panorama
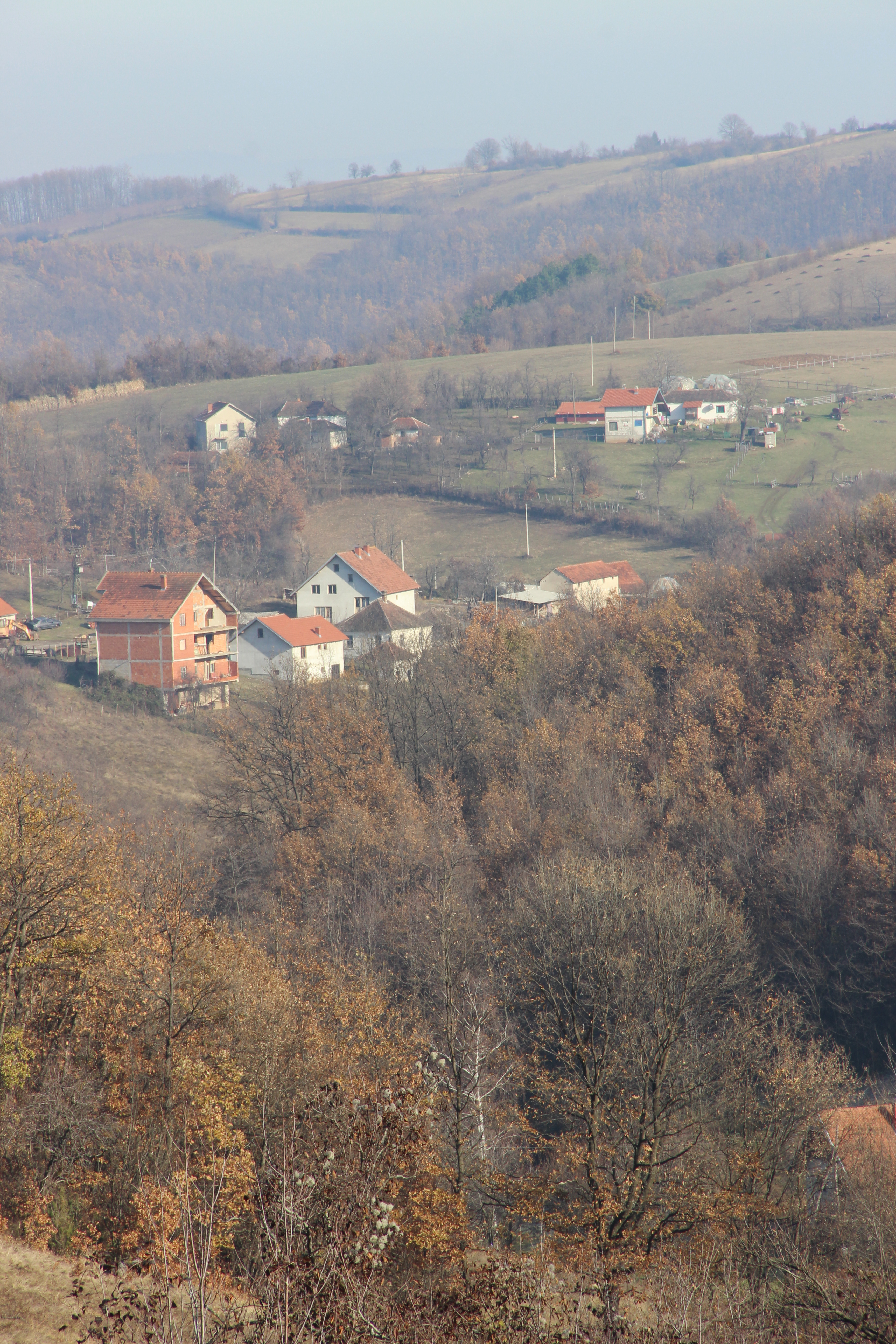
Paklje - panorama

## Demografia
| 1948 | 1953 | 1961 | 1971 | 1981 | 1991 | 2002 | 2011 |
| ---- | ---- | ---- | ---- | ---- | ---- | ---- | ---- |
| 258  | 273  | 237  | 214  | 171  | 130  | 120  | 112  |